# Përmeti kongresszus
A përmeti kongresszus (albán kongresi i Përmetit) vagy formális címén Antifasiszta nemzeti felszabadítási kongresszus (Kongresi Antifashist Nacional-Çlirimtar) 1944. május 24-e és május 28-a között a délkelet-albániai Përmetben megtartott politikai rendezvény volt, amelyen az Albán Kommunista Párt küldöttei gyűltek össze, hogy előkészítsék a pártnak a világháború utáni hatalmát Albániában, megvessék a leendő népi demokratikus államrend közjogi alapjait és létrehozzák főbb hatalmi szerveit. Terveiknek megfelelően a kongresszuson sor került a törvényhozó Nemzeti Felszabadítási Főtanács megalakítására, Enver Hoxha elnöki irányításával megkezdte működését az ideiglenes kormányszervként funkcionáló főtanácsi vezetőség, és elkészült a leendő Albánia első alkotmánytervezete is. Az addig irreguláris Nemzeti Felszabadítási Mozgalom az ország reguláris haderejévé lépett elő, melynek főparancsnokául szintén Hoxhát nevezték ki. Përmetben összpontosult tehát Enver Hoxha kezében a pártvezetés mellett az ország politikai és katonai irányítása is, ami évtizedekre meghatározta Albánia sorsát. A kommunista történetírási hagyományban ennek megfelelően gyakorta hivatkoztak a përmeti konferenciára mint a népi demokratikus Albánia bölcsőjére.

## Előzmények
A második világháború során Albánia előbb olasz, majd a fasiszták kapitulációját követően, 1943. szeptember 8-ától német igazgatás alatt állt. 1944 tavaszára az ország egy része felszabadult az idegen megszállás alól, és ennek a fegyveres harcnak az oroszlánrésze az Albán Kommunista Párt által szervezett Nemzeti Felszabadítási Mozgalomhoz kötődött. Az albán népességben azonban számottevő volt a megszállókkal kollaboráló, jobboldali Nemzeti Frontot vagy az ugyancsak az ország felszabadításáért küzdő, de legitimista Törvényességet támogatók aránya. Ezzel párhuzamosan a nyugati nagyhatalmak, különösen az Egyesült Királyság diplomatái már keresték a háború utáni Albánia irányítására alkalmas politikai formációt. A helyzet megérett arra, hogy a kommunisták a bel- és a külföldi közvélemény előtt egyaránt egyértelművé tegyék igényüket az ország vezetésére. A kommunista párt központi bizottságának 1944. május 15-ei ülésén megszületett az elvi döntés egy ideiglenes nemzeti kormány megalakításáról, és ennek megvalósítására összehívtak egy nemzeti kongresszust, amelynek helyszínéül a már felszabadított területeken fekvő Përmet városát jelölték ki.

## A kongresszus

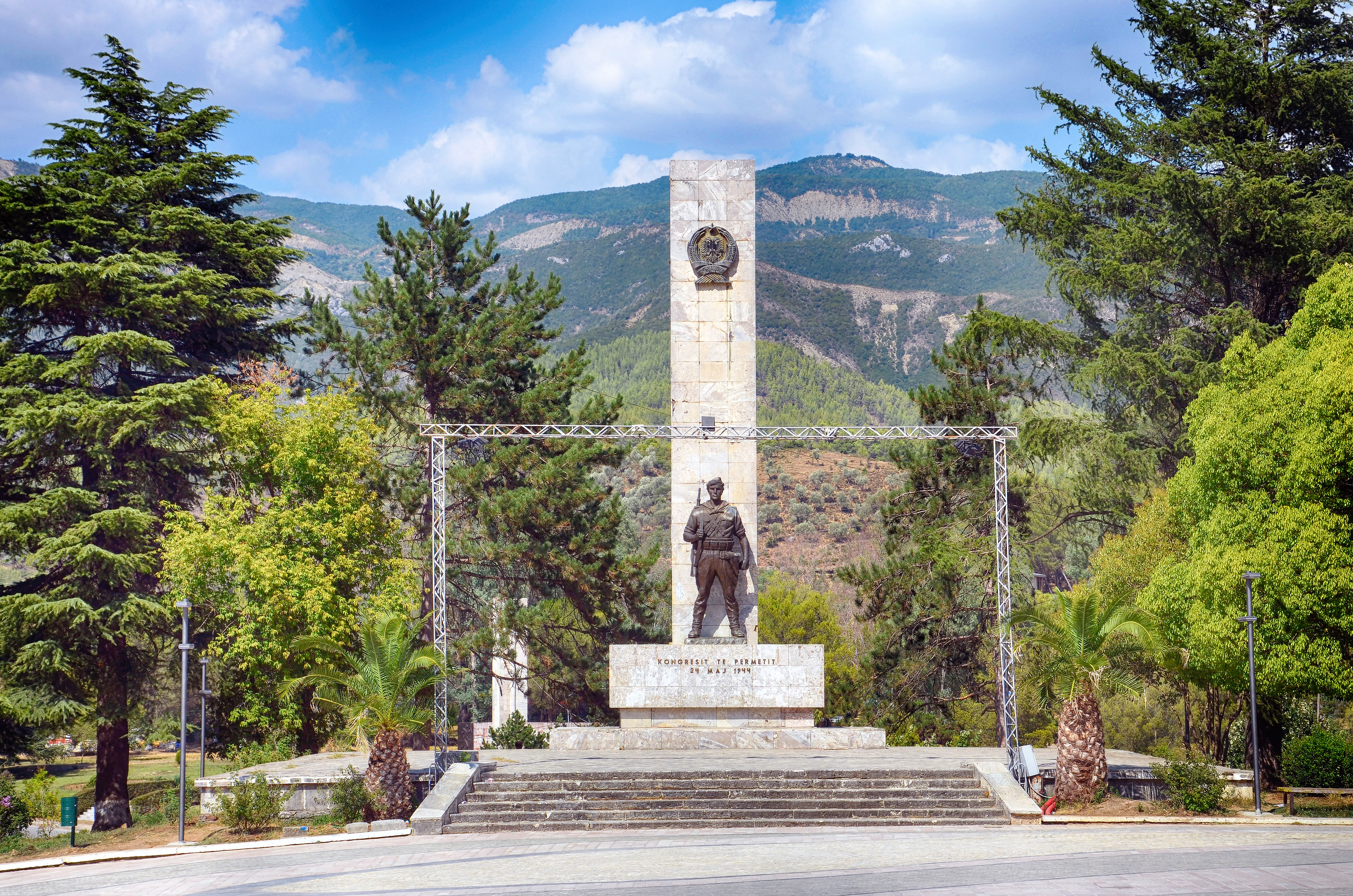
A kongresszus emlékműve Përmet főterén

A kongresszusra 186 küldött érkezett az ország valamennyi – már felszabadított vagy még megszállás alatt álló – vidékéről. A kommunista párt főtitkára, Enver Hoxha köszöntötte az egybegyűlteket, részletes tájékoztatást adott a nemzetközi helyzetről, Albánia katonai helyzetéről, majd abban jelölte ki a kongresszuson részt vevők történelmi felelősségét és célját, hogy megvessék a népi demokratikus Albánia alapjait.
A kongresszus ezt követően jugoszláv mintára megválasztotta a 118 tagból álló Nemzeti Felszabadítási Főtanácsot (Këshilli Nacional-Çlirimtar i Përgjithshëm) mint az ország legmagasabb törvényhozó szervét, amelynek elnökéül Omer Nishanit választották. A főtanács első feladata a tizenhárom tagú vezetőség megalakítása volt, amely lényegében az ideiglenes végrehajtó hatalmi szerv szerepét töltötte be. Ennek elnökévé, azaz ügyvezető kormányfővé az Albán Kommunista Párt főtitkárát, Enver Hoxhát választották meg. A kongresszus kimondta azt is, hogy a döntően kommunista partizánbrigádokból 1943-ban szerveződött Nemzeti Felszabadítási Mozgalom alkotja az ország reguláris haderejét, s bevezetik a rendfokozatok intézményét. A hadtest főparancsnokául a partizánsereg addigi politikai biztosát, Enver Hoxhát nevezték ki vezérezredesi rangban.
A következő lépés a népi demokratikus Albánia első alkotmánytervezetének megalkotása volt. Az államformáról nem kívántak döntést hozni, de a résztvevők nyilatkozatukkal támogatták, hogy az állam közjogi rendszerének fundamentumát a következő alapjogok alkossák: törvény előtti egyenlőség; vallás-, gyülekezési, beszéd- és sajtószabadság; a nők egyenjogúsága; általános és titkos választójog; a magántulajdon és a vállalkozás joga; a személyes biztonsághoz való jog; a kormányzat, az állami szervek elleni panasz joga. Ez a dokumentum csak az első volt az alkotmánytervezetek sorában, de a végül 1946. január 11-én elfogadott alaptörvényt nagyrészt a përmeti alapelvekre támaszkodva dolgozták ki, jóllehet, a felsorolt jogintézmények nagy része nem érvényesült a kommunizmus elkövetkező évtizedeiben.
Több más politikai kérdés megvitatása után a kongresszus záródokumentumába az alábbi pontok kerültek be:
- Albániát a nép akaratának megfelelően egy demokratikus népi kormányzat irányítja.
- Bármely más, akár az ország területén, akár azon kívül megalakított albán kormány nem a nép akaratából jött létre, így joghatósága el nem ismerhető.
- I. Zogu, aki uralkodása során hozott intézkedéseivel egyedül hatalma megőrzését tartotta szem előtt és idegen érdekeket szolgált ki, nem térhet vissza Albániába.
- Minden, a korábbi albán kormányok által kötött nemzetközi szerződés és egyezmény revízió tárgya, az államközi politikai és gazdasági szerződések semmisek.
- A német megszállók, valamint a velük kollaboráló hazaárulók és reakciósok (Nemzeti Front, Törvényesség) ellen vívott fegyveres harcot teljes megsemmisítésükig és Albánia végleges felszabadításáig folytatják, míg a népi demokrácia államhatalma meg nem szilárdul az országban.[9]

A résztvevők felhatalmazták a főtanács vezetőségének élén álló Hoxhát arra, hogy az albán nép nevében felvegye a hivatalos kapcsolatokat a partneri országokkal és katonai vezetésükkel. A kongresszus zárónapján ennek megfelelően táviratokat küldtek a Szovjetunió, az Amerikai Egyesült Államok, az Egyesült Királyság, Jugoszlávia, valamint a görög Nemzeti Felszabadítási Front (EAM) vezetőinek, hogy támogassák politikai és katonai törekvéseiket. Ugyancsak felvették a kapcsolatot a szövetséges erők földközi-tengeri parancsnokságával azzal a kéréssel, hogy Albánia megfigyelőket delegálhasson a katonai szervezetbe.

## A kongresszus utóélete

A përmeti kongresszus nyitónapjának dátuma az Albán Népköztársaság címerén (1946–1991)

A përmeti döntéseknek megfelelően Hoxha – immár mint katonai főparancsnok – még a kongresszus idején parancsot adott a 35 ezres Nemzeti Felszabadítási Mozgalomnak, hogy minden fronton indítsanak általános támadást az ország felszabadításáért. Eleinte azonban a német katonai sikerek visszavonulásra késztették a partizánokat néhány már felszabadított vidékről is. A Nemzeti Felszabadítási Mozgalom 1. partizánbrigádja végül június 26-án áttörő offenzívát indított, és 1944. november 29-ére az ország valamennyi területe felszabadult az idegen katonaság alól, a Nemzeti Front prominens vezetői elhagyták az országot.
A Përmetben előkészített hatalmi konszolidáció beérett, az ország vezetésére alkalmas egyetlen politikai szervezet az Albán Kommunista Párt volt. A Nemzeti Felszabadítási Főtanács második, 1944. október 20–23-ai berati ülésén a főtanács vezetősége de iure Albánia ideiglenes nemzeti kormánya lett, Enver Hoxha miniszterelnöki irányítása alatt. A përmeti konferencia egyéb elvi döntéseit, politikai és társadalmi irányvonalát megerősítették.
A përmeti kongresszus az elkövetkező évtizedekben a kommunista állami vezetők beszédeiben rendre hivatkozási pontként szerepelt, mint a hatalmukat és országlásukat legitimáló történelmi aktus. Szimbolikus jelentőségét emeli a tény, hogy a kongresszus nyitónapjának dátuma az Albán Népköztársaság címerére is felkerült.
Përmet városának főterén Odhise Paskali szocialista realista emlékműve állít emléket a kongresszusnak.